# Coniocompsa nabhitabhatai
Coniocompsa nabhitabhatai är en insektsart som beskrevs av György Sziráki 2002. Coniocompsa nabhitabhatai ingår i släktet Coniocompsa och familjen vaxsländor. Inga underarter finns listade i Catalogue of Life.